# Off the Map (serie televisiva)
(Tagline originale)
Off the Map è una serie televisiva statunitense ideata da Jenna Bans. È stata trasmessa dal 12 gennaio al 6 aprile 2011 sull'emittente ABC. È stata cancellata il 13 maggio 2011, dopo tredici episodi trasmessi.
In Italia è andata in onda dal 2 maggio al 25 luglio 2011 sull'emittente satellitare Fox Life, mentre in chiaro ha debuttato il 28 marzo 2014 su Canale 5 che l'ha poi trasmessa integralmente, seguita a breve distanza da La 5.

## Trama
La Ciudad de las estrellas ("la città delle stelle") è una piccola città nell'America del Sud che presenta gravi mancanze dal punto di vista medico. Qui giungono sei medici con la volontà di rompere la routine quotidiana e di fuggire dai problemi personali della città. Nel corso della serie rifletteranno sulle ragioni che li hanno portati a praticare questo mestiere.

## Episodi
Ogni episodio ha come titolo un pezzo di una frase detta da uno dei personaggi principali e che non riguarda la storia principale seguita nell'episodio (ovvero il caso medico), ma riguarda una storia secondaria che vivono i personaggi in quel preciso episodio.
| Stagione       | Episodi | Prima TV USA | Prima TV Italia |
| -------------- | ------- | ------------ | --------------- |
| Prima stagione | 13      | 2011         | 2011            |

## Produzione e cast
Nel maggio del 2010 l'emittente ABC ha annunciato la collocazione del medical drama all'interno del suo palinsesto annuale 2010-2011.
Il cast comprende Rachelle Lefèvre (Ryan Clark), Caroline Dhavernas (Lily Brenner), Mamie Gummer (Mina Minard), Martin Henderson (Ben Keeton), Jason Winston George (Otis Cole), Zach Gilford (Tommy Fuller). Si aggiungono Valerie Cruz (Zitajalehrena Alvarez Zee) e José Julian (Charlie), ma successivamente verrà sostituito da Jonathan Castellanos.
Enrique Murciano (Manny Diaz), inizialmente un regular, partecipa ad un solo episodio per ragioni creative.

## Personaggi
- Ben Keeton, interpretato da Martin Henderson.
- Zita Alareina "Zee" Toledo Alvarez, interpretata da Valerie Cruz.
- Dr.ssa Lily Brenner, interpretata da Caroline Dhavernas.
- Dr. Otis Cole, interpretato da Jason Winston George.
- Dr. Tommy Fuller, interpretato da Zach Gilford.
- Dr.ssa Mina Minard, interpretata da Mamie Gummer.
- Dr.ssa Ryan Clark, interpretata da Rachelle Lefèvre.
- Charlie, interpretato da Jonathan Castellanos.